# Philippe Nicaud
« Nicaud » redirige ici. Pour l’article homophone, voir Nico.
Philippe Nicaud est un acteur et chanteur français, né le 27 juin 1926 à Courbevoie (Seine) et mort le 19 avril 2009 à Nice (Alpes-Maritimes).

## Biographie

### Origines
Philippe Marie Léonard Nicaud naît le 27 juin 1926 à Courbevoie, en région parisienne.

### Carrière
Philippe Nicaud commence au cinéma en 1948 dans Aux yeux du souvenir, un film de Jean Delannoy, avec Michèle Morgan.
S'ensuit une carrière riche de rôles au cinéma, au théâtre et à la télévision.
Il est le partenaire de Jeanne Moreau dans Le Dos au mur (1958), celui de Brigitte Bardot dans Voulez-vous danser avec moi ? où il incarne un travesti (1959), et, en 1963, celui de Dalida dans L'Inconnue de Hong Kong, puis, la même année, celui de Louis de Funès, Jacqueline Maillan et Mireille Darc dans Pouic-Pouic.
Son épouse, Christine Carrère, jeune première des années 1950, fait un passage à Hollywood dans Un certain sourire de Jean Negulesco, en 1958.
En 1962, Philippe Nicaud joue, pour la télévision, le rôle principal des trente-six épisodes de L'inspecteur Leclerc enquête, l'une des premières séries, qui le rend plus populaire encore.
Il prête sa voix à de nombreux feuilletons et pièces radiophoniques à France Culture.
Il écrit les paroles de la chanson Allô ! Monsieur là-haut pour France Gall en 1968.

### Vie privée
Après leur présence commune dans le film Printemps à Paris où ils se partagent la vedette, Philippe Nicaud épouse en 1957 l'actrice Christine Carrère (1930-2008), avec qui il a ensuite deux enfants : Catherine, née en 1958, et Christian, né en 1960.

### Mort
Très affecté par le décès de son épouse en 2008, Philippe Nicaud meurt, le 19 avril 2009, à Nice où il est incinéré.

## Théâtre
- 1949 : Nina de et mise en scène André Roussin, théâtre des Bouffes-Parisiens
- 1951 : L'Amour, toujours l'amour de Jean Girault et Jacques Vilfrid, mise en scène Pierre Mondy, théâtre Antoine
- 1954 : La Roulotte de Michel Duran, mise en scène Alfred Pasquali, théâtre Michel
- 1955 : Un monsieur qui attend d'Emlyn Williams, mise en scène Pierre Dux, Comédie-Caumartin
- 1956 : Fabien de Marcel Pagnol, mise en scène Guy Rétoré, théâtre des Bouffes-Parisiens
- 1956 : Amphitryon 38 de Jean Giraudoux, mise en scène Claude Sainval, Comédie des Champs-Élysées
- 1957 : La Prétentaine de Jacques Deval, mise en scène Robert Manuel, théâtre des Ambassadeurs
- 1959 : La Collection Dressen de Harry Kurnitz, adaptation Marc-Gilbert Sauvajon, mise en scène Jean Wall, théâtre de la Madeleine
- 1959 : Une histoire de brigands de Jacques Deval, mise en scène de l'auteur, théâtre des Ambassadeurs
- 1961 : Spéciale Dernière de Ben Hecht et Charles MacArthur, mise en scène Pierre Mondy, théâtre de la Renaissance
- 1965 : Au revoir Charlie de George Axelrod, théâtre des Ambassadeurs
- 1965 : Le Jour de la tortue de Pietro Garinei et Sandro Giovannini, mise en scène des auteurs et Robert Manuel, théâtre Marigny
- 1966 : Fleur de cactus de Pierre Barillet et Jean-Pierre Gredy, avec Claire Maurier, Jean Carmet, Catherine Hiegel, théâtre des Bouffes-Parisiens
- 1968 : L'Amour propre de et mise en scène Marc Camoletti, théâtre Édouard-VII
- 1969 : Trois Hommes sur un cheval de Marcel Moussy, d'après la comédie de John Cecil Holm et George Abbott, mise en scène Pierre Mondy, théâtre Antoine
- 1972 : Duos sur canapé de Marc Camoletti, mise scène de l'auteur, théâtre Michel
- 1976 : Acapulco Madame d'Yves Jamiaque, mise en scène Yves Gasc, théâtre de la Michodière
- 1979 : Duos sur canapé de Marc Camoletti, mise scène de l'auteur, théâtre Michel
- 1984 : Banco ! d'Alfred Savoir, mise en scène Robert Manuel, théâtre de la Michodière
- 1988 : Le Saut du lit de Ray Cooney et John Chapman, mise en scène Jean Le Poulain, théâtre des Variétés
- 1992 : Jo de Alec Coppel, mise en scène Daniel Colas
- 2006 : Agence Casting de Betty Moore, mise en scène Odile Mallet et Geneviève Brunet, Théo Théâtre

## Filmographie

### Cinéma

#### Longs métrages
- 1948 : Aux yeux du souvenir de Jean Delannoy : un élève du cours Simon
- 1948 : Les amoureux sont seuls au monde d'Henri Decoin : Jules Picart
- 1949 : Miquette et sa mère d'Henri-Georges Clouzot : Robert de Flers
- 1949 : Maya de Raymond Bernard: Albert
- 1950 : Meurtres ? de Richard Pottier : José Annequin
- 1952 : Adieu Paris de Claude Heymann : Mario
- 1954 : Le Printemps, l'Automne et l'Amour de Gilles Grangier : Jean Balestra
- 1955 : Fantaisie d'un jour de Pierre Cardinal : François
- 1956 : Ce soir les jupons volent de Dimitri Kirsanoff : Bernard
- 1957 : Printemps à Paris de Jean-Claude Roy : Pierre
- 1957 : Les trois font la paire de Sacha Guitry : Jojo, Teddy and Partner
- 1957 : Miss catastrophe de Dimitri Kirsanoff : Pierre Leroy
- 1957 : Mademoiselle et son gang de Jean Boyer : Christian Vandier, alias M. Paul
- 1957 : Mademoiselle Strip-tease de Pierre Foucaud : Jacques Bersan
- 1958 : Le Dos au mur d'Édouard Molinaro : Yves Normand
- 1958 : Le désir mène les hommes de Mick Roussel
- 1958 : En légitime défense d'André Berthomieu : Pierre Lambert dit « Pierrot »
- 1959 : Voulez-vous danser avec moi ? de Michel Boisrond : Daniel
- 1959 : Les Noces vénitiennes de Alberto Cavalcanti : Gérard Chevalier
- 1960 : Le Gigolo d'Édouard Molinaro : Édouard
- 1960 : Les Moutons de Panurge de Jean Girault : le second voisin de table au restaurant (non crédité)
- 1962 : Les Veinards de Jean Girault, sketch Le Yacht : Philippe, le secrétaire de Mme Duchemin
- 1962 : Que personne ne sorte d'Ivan Govar : Wens
- 1963 : L'Inconnue de Hong Kong de Jacques Poitrenaud : Philippe, l'inspecteur
- 1963 : Pouic-Pouic de Jean Girault : Simon Guilbaud
- 1964 : Le Cocu magnifique d'Antonio Pietrangeli
- 1970 : La Dame dans l'auto avec des lunettes et un fusil d'Anatole Litvak
- 1973 : L'Île mystérieuse de Juan Antonio Bardem et Henri Colpi (version cinéma) : Gédéon Spilett
- 1974 : Deux grandes filles dans un pyjama de Jean Girault
- 1980 : Comme une femme de Christian Dura : Jean-Charles
- 1980 : Le Chaînon manquant de Picha : le dragon (voix)
- 1981 : Chanel solitaire de George Kaczender : le père de Gabrielle
- 1981 : Tais-toi quand tu parles : Jeff
- 1981 : Signé Furax : le chauffeur du bus détourné
- 1981 : Le Chêne d'Allouville de Serge Penard : Charles Crétois
- 1982 : Plus beau que moi, tu meurs de Philippe Clair : le vicomte
- 1982 : Le Corbillard de Jules de Serge Penard : le lieutenant homo
- 1982 : Mon curé chez les nudistes de Robert Thomas : Léon
- 1987 : Johann Strauss, le roi sans couronne de Franz Antel : Jacques Offenbach

#### Courts métrages
- 1996 : Nord pour mémoire, avant de le perdre, documentaire d'Isabelle Ingold et Viviane Perelmuter
- 1999 : Le Mélomane de Georges Batagne

### Télévision

#### Téléfilms
- 1988 : La Garçonne d'Étienne Périer : Nadal
- 1989 : Le Saut du lit de Pierre Cavassilas : Philippe Sébastien
- 1992 : Fenêtre sur femmes de Don Kent : Simon Hattier
- 1995 : Une femme dans les bras, un cadavre sur le dos de Daniel Colas : l'inspecteur Ducros

#### Séries télévisées
- 1962 : L'inspecteur Leclerc enquête : l'inspecteur Leclerc
- 1967 : Max le débonnaire, épisode De quoi je me mêle
- 1970 : Au théâtre ce soir : Mary-Mary de Jean Kerr, adaptation Marc-Gilbert Sauvajon, mise en scène Jacques-Henri Duval, réalisation Pierre Sabbagh, théâtre Marigny
- 1972 : Schulmeister, l'espion de l'empereur de Jean-Pierre Decourt, épisode La Conspiration Malet : le général Lahorie
- 1973 : L'Île mystérieuse de Juan Antonio Bardem et Henri Colpi : Gédéon Spilett
- 1976 : Nick Verlaine ou Comment voler la tour Eiffel de Claude Boissol : Nick Verlaine
- 1978 : Au théâtre ce soir : Acapulco Madame d'Yves Jamiaque, mise en scène Yves Gasc, réalisation Pierre Sabbagh, théâtre Marigny
- 1984 : Série noire : Sa majesté le flic de Jean-Pierre Decourt : Nesmaz
- 1987 : Série noire : Ballon mort de György Gát : le père de Stéphane
- 1993 : Navarro, épisode Le Contrat de Tito Topin : Garel

### Doublage

#### Cinéma
- 1949 : Noblesse oblige : Louis Mazzini d'Ascoyne (Dennis Price)
- 1971 : La Décade prodigieuse : Charles van Horn (Anthony Perkins)
- 1971 : Le Cinquième Commando : le capitaine Alex Foster (Richard Burton)
- 1973 : Duel dans la poussière : Billy Massey (Dean Martin)
- 1974 : Les Anges gardiens : Freebie (James Caan)
- 1977 : Bande de flics : le chef Riggs (Robert Webber)
- 1990 : Un ange de trop : Jack Moony (Bob Hoskins)

#### Séries télévisées
- 1974 : L'Homme qui valait trois milliards : Maxwell (William Smith)

### Scénariste
- 1985 : La Cage aux folles 3

## Discographie

### Albums
- 1961 : Chansons cu...rieuses (paroles de Bernard Dimey et musique de Charles Aznavour)
- 1965 : Le jour de la tortue (comédie musicale avec Annie Girardot, enregistrée en public)
- 1966 : 7 + 1 péchés capitaux
- 1968 : San Antonio déconorama (chante ou lit 3 textes)
- 1970 : Érotico... Nicaud

### 45 tours
- 1966 : Philippe Nicaud chuchote... Eddie Barclay joue : La rencontre / Le réveil / La chute / La rupture

### Singles
- 1965 : Le Jour de la tortue (théâtre-spectacle avec Annie Girardot)
- 1969 : J'aime ou j'emm…
- 1969 : Brève rencontre, La Séparation
- 1970 : Cuisses nues, bottes de cuir
- 1972 : C'ex / Qu'est-ce qu'il dit